# 曹植系男子
『曹植系男子』（そうしょくけいだんし）は、ねこクラゲによる日本の漫画作品。スクウェア・エニックスのウェブコミック配信サイト『ガンガンONLINE』2011年3月10日更新分から2012年9月13日まで毎月第2週更新で連載されていた。第二回 戦・漫画大賞 準大賞受賞作品。
三国時代（正確には後漢末期）の中国が舞台となる。主人公は魏国の君主・曹操の三男で、後に“詩聖”と称される当代随一の詩人・曹植。タイトルはこの曹植の性格として設定されている草食系と掛けている。物語は建安13年、曹植とその兄弟や魏の若い家臣たちが魏の都・鄴で展開する。

## 登場人物

### 曹植と兄弟
曹植（そう しょく）
本編の主人公。魏王・曹操の三男。字は子健。
いわゆる草食系男子であり、女性に免疫がなく初心。また詩文には秀でるものの覇気が薄く、武芸には全く関心がなく苦手としている。兄弟愛が強く、兄・曹丕を尊敬し、弟たちを溺愛している。普段はほのぼのとしているが、詩を書く時は人が変わったかのような狂気染みた挙動を見せる。
曹丕（そう ひ）
曹植の兄で、曹操の長男。字は子桓。
曹家の嫡男、次期魏王として文武に秀でており、天才肌。なんでもそつなくこなせるために一方で出来ない者の気持ちを理解できないという難点もある。性格は厳しく、弟たちに辛く当たってしまう事も多いが、本人からしてみれば悪意がある訳ではない。
曹彰（そう しょう）
曹植の次兄で、曹操の次男。字は子文。
体格のいい快男児で武芸に優れており、熊などの猛獣を格闘するほどの腕の持ち主。あまり物事を深く考えず畏まる事が苦手だが、実直で前向きな性格をしている。
曹彪（そう ひょう）
曹植の異母弟で、曹操の五男。字は朱虎。
兄弟たちの中でも特に曹植と仲が良く、また本人も可愛がられている。何かと強烈なボケを繰り出す曹植の制止役あるいはツッコミ役。その直言する性格は曹丕にも評価されている。母は側室の孫姫。
曹沖（そう ちゅう）
曹植の異母弟で、曹操の六男。字は倉舒。
まだ幼いながら非常に聡明で心優しい性格であり、曹植はもちろん曹操からも深く愛されている。母は側室の環夫人。
番外編「剣の詩 華の詩」では建安13年の内に幼くして病没している。
曹熊（そう ゆう）
曹植の弟で、曹操の四男。
非常に臆病な性格で、いつも自室に引きこもっている。曹丕・曹彰といった兄たちを相手にする事に大きな恐怖を覚えており、また曹沖以外の「くま」という呼称にも否定的。
曹昂（そう こう）
曹植らの異母兄。字は子脩。
曹操の本来の長男であり、文武に優れた。まだ幼い曹植・曹丕・曹彰ら兄弟の面倒をよく見ており、弟たちから絶大な尊敬を受けている。建安2年、宛城の張繡との戦いで曹操を庇って戦死。
曹鑠（そう しゃく）
曹植の異母兄。
曹操の本来の次男。若くして病没した事のみが語られている。

### 曹植の家族
甄氏（しんし）
曹丕の妻。
元は曹操の敵側であった袁熙の妻であったが、曹丕が戦地から攫って来た。夫の事はよく理解しており、また境遇にも不満を感じていない。非常におっとりとした性格の美女。非常な方向音痴で、未だに宮殿を迷わずに歩けない。
曹叡（そう えい）
曹丕の長男。字は元仲。
まだ言葉もあまり話せない幼児。母である甄氏には懐いているが曹丕にはあまり懐いていない。子ども扱いされる事を嫌っている。
曹操（そう そう）
魏王。曹植たちの父。字は孟徳。
三国鼎立の世にて最大勢力を誇る魏国を治める君主であり、その多才ぶりは息子たちに引き継がれている。曹操もその息子たちを誇りに思っている。女好きな性格で、為した息子は全部で25人いる。
卞夫人（べんふじん）
曹操の正室。曹植たちの母。
姐御肌の良妻であり、自分の腹の子はもちろん曹彪や曹沖といった側室の子たちにも分け隔てなく接している。竹を割ったような性格で、息子たちからの信頼は厚い。
丁夫人（ていふじん）
曹操の前室。
卞夫人の前の曹操の第一夫人であったが、現在は離縁している。卞夫人との関係は良好で、度々交流しているらしい。

### 魏国の臣
荀惲（じゅん うん）
魏国の重臣・荀彧の息子。
曹植曰くいやし系の顔でダウナーな性格をしているが、口は悪く打算的。曹植の友人の一人だが、曹丕とは折り合いが悪い。父に似たのか、曹植には「じじくさい」と言われている。
何晏（か あん）
曹操の養子。
いわゆるオネエ系。ナルシスト気味な性格で普段はオカマ口調だが、女性を口説く時は一変して非常に男らしくなる。女好きで、女性関係は豊富。荀惲とは仲が良いようでいつも一緒にいるが、曹丕との関係は険悪。文人としての評価も高い。
荀彧（じゅん いく）
曹操の軍師。字は文若。
名門の出身で若い頃から曹操に仕える。その才は軍事のみならず政治にもおよび、その信頼は非常に厚い。曹操とは君臣というより友人に近い。容姿にも優れているが覇気のない大人しい性格で、曹操からは「じじくさい」と言われる。

## 単行本
1. 2011年11月22日 ISBN 978-4-7575-3421-6
2. 2012年11月22日 ISBN 978-4-7575-3754-5